# Château de Babelsberg
Le château de Babelsberg est un édifice historique allemand situé dans le parc et le quartier du même nom, dans la ville de Potsdam, capitale du Land de Brandebourg.
Il est pendant plus de cinquante ans, la résidence du prince puis empereur Guillaume Ier d'Allemagne et de son épouse Augusta de Saxe-Weimar-Eisenach. Il est notamment célèbre pour avoir accueilli l'entretien entre Guillaume Ier et Otto von Bismarck du 22 septembre 1862, qui précéda la nomination de ce dernier comme ministre-président et ministre des affaires étrangères de Prusse. Le bâtiment en lui-même, de style néo-gothique anglais, est érigé entre 1835 et 1849 en deux fois sous la direction des architectes Karl Friedrich Schinkel, Ludwig Persius et Heinrich Strack.
Le château est aujourd'hui géré par la Fondation des châteaux et jardins prussiens de Berlin-Brandebourg. Il fait partie des bâtiments de la ville de Potsdam classés au patrimoine mondial de l'UNESCO. Il a servi de modèle à Friedrich Hitzig, élève de Schinkel, pour la construction du château de Kittendorf.

## Histoire
Le prince Guillaume de Prusse souhaite depuis longtemps construire son propre château d'été. Son père le roi Frédéric-Guillaume III, après de longues hésitations, le lui accorde finalement en 1833. Karl Friedrich Schinkel commence à travailler sur les plans de Babelsberg la même année. Il présente au prince des esquisses d'un château néogothique, qui a été dessiné en 1831 par Ludwig Persius pour le couple princier. Elles présentent un château mêlant forme classique et style gothique d'origine anglaise, style représentant à l'époque le Moyen Âge par excellence. D'un point de vue romantique, les châteaux forts sont vus comme un symbole de l'unification de la nation allemande.

La princesse Augusta étudie le style gothique et en acquiert de bonnes connaissances. Ses idées sur l'apparence du château entrent d'ailleurs continuellement en conflit avec celles des architectes. Schinkel veut un château massif. La princesse souhaite, quant à elle, de la décoration, surtout en intérieur. Un autre problème est d'ordre financier : le roi n'ayant alloué que des fonds limités, correspondant plus au budget pour construire une maison de campagne qu'un château. Les plans ne sont donc tout d'abord pas construits.

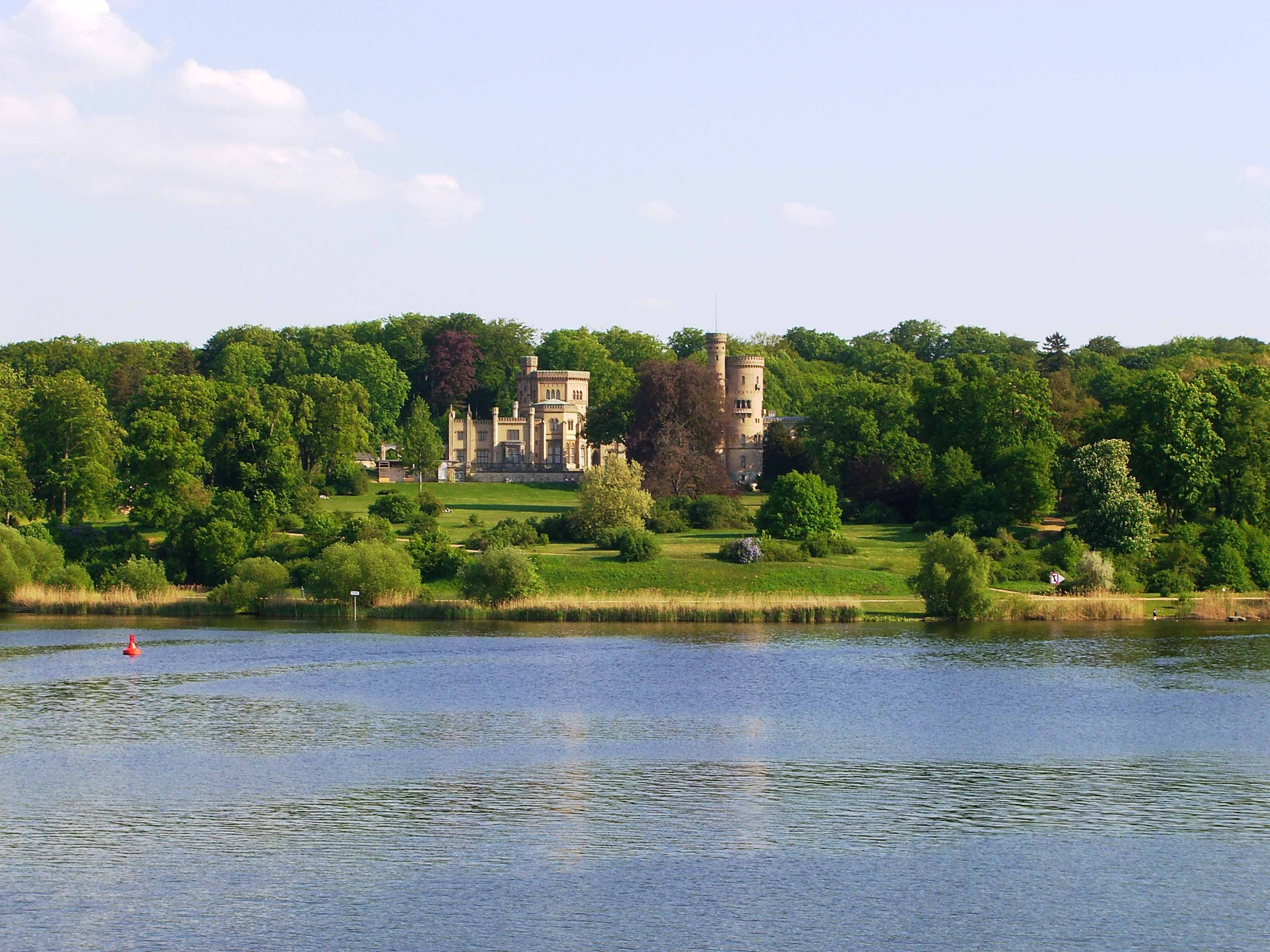
Vue du château depuis la Havel
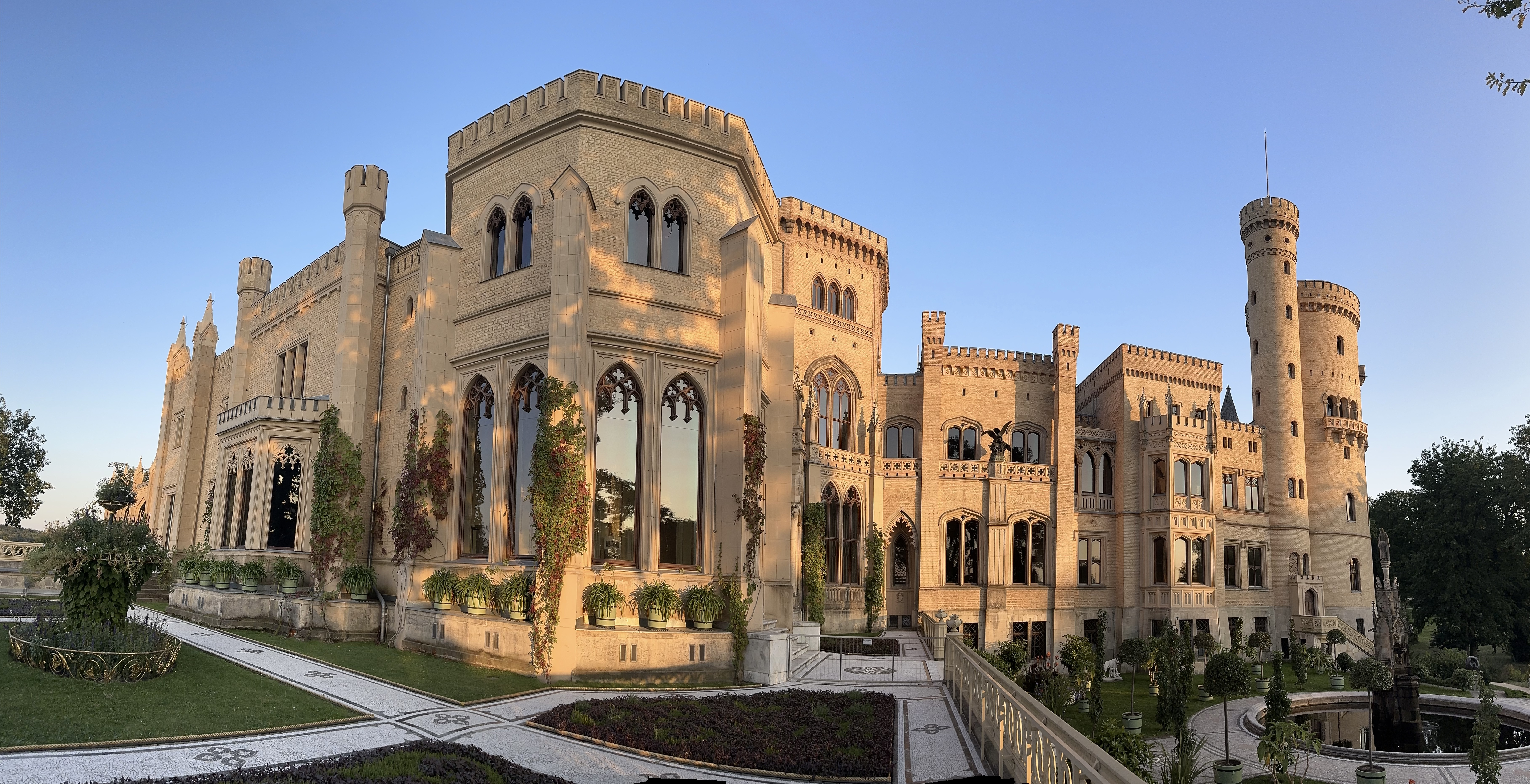
Château de Babelsberg, août 2024
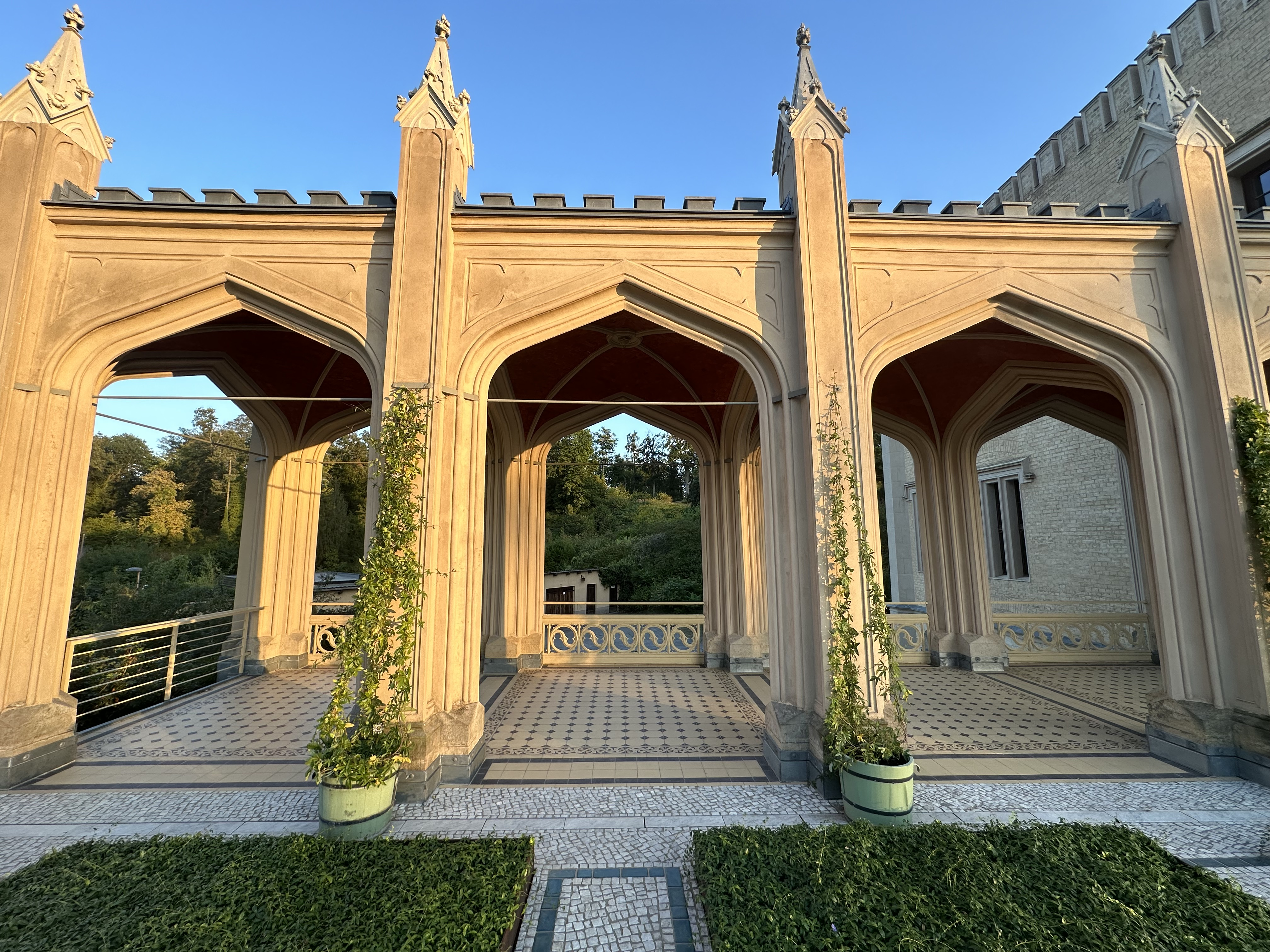
Entrée du château
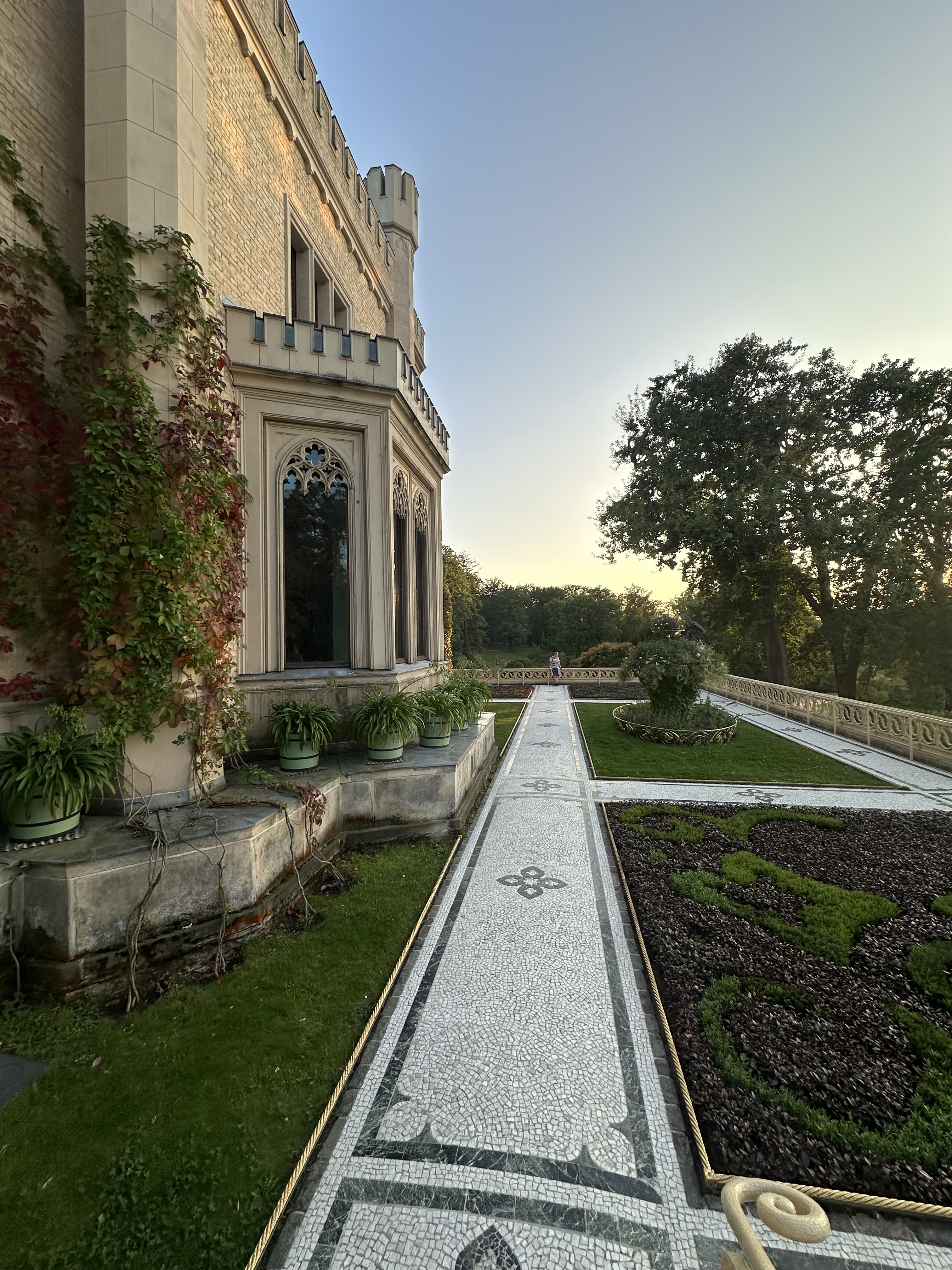
Jardins du château
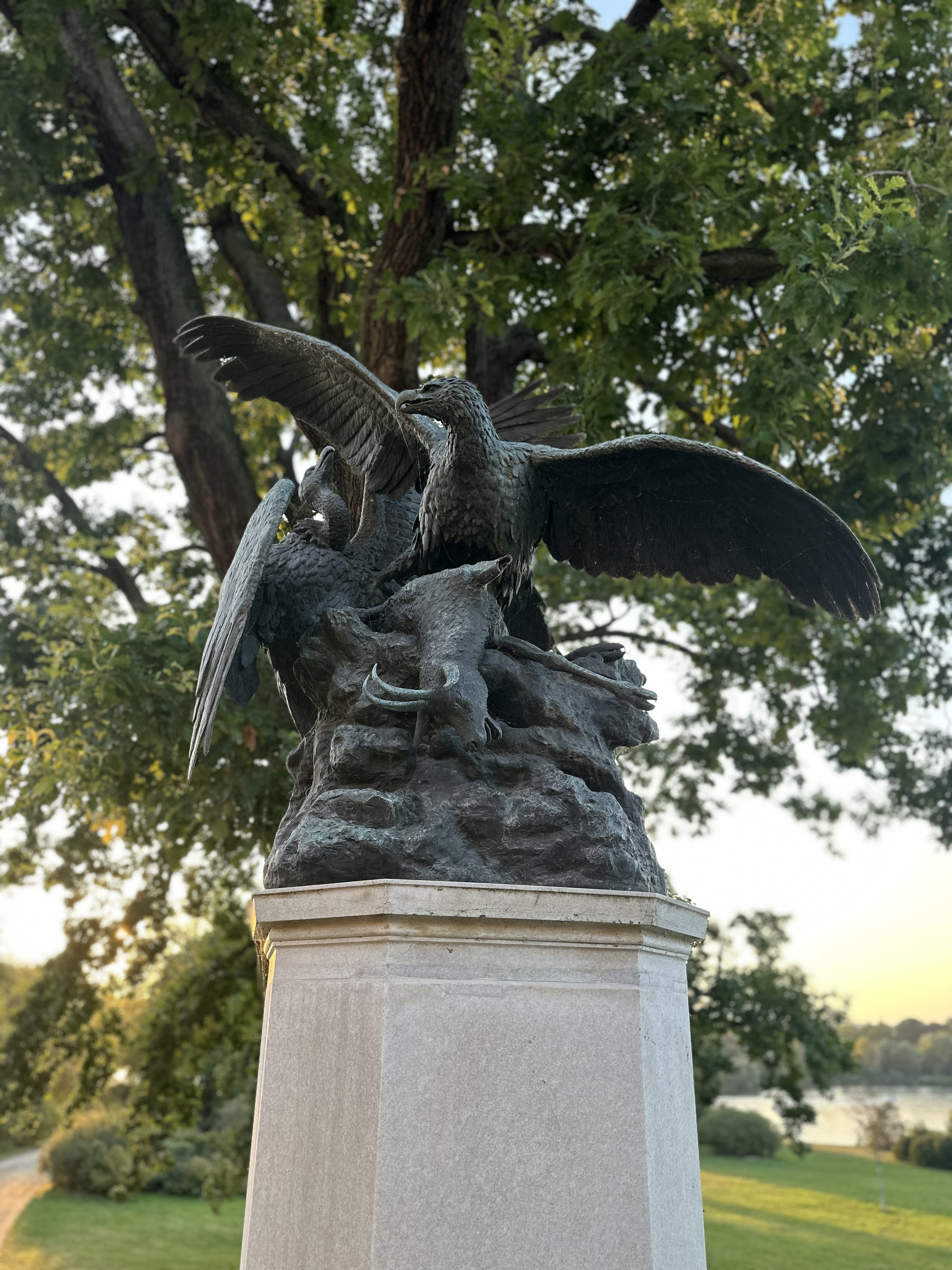
Statue dans le jardin
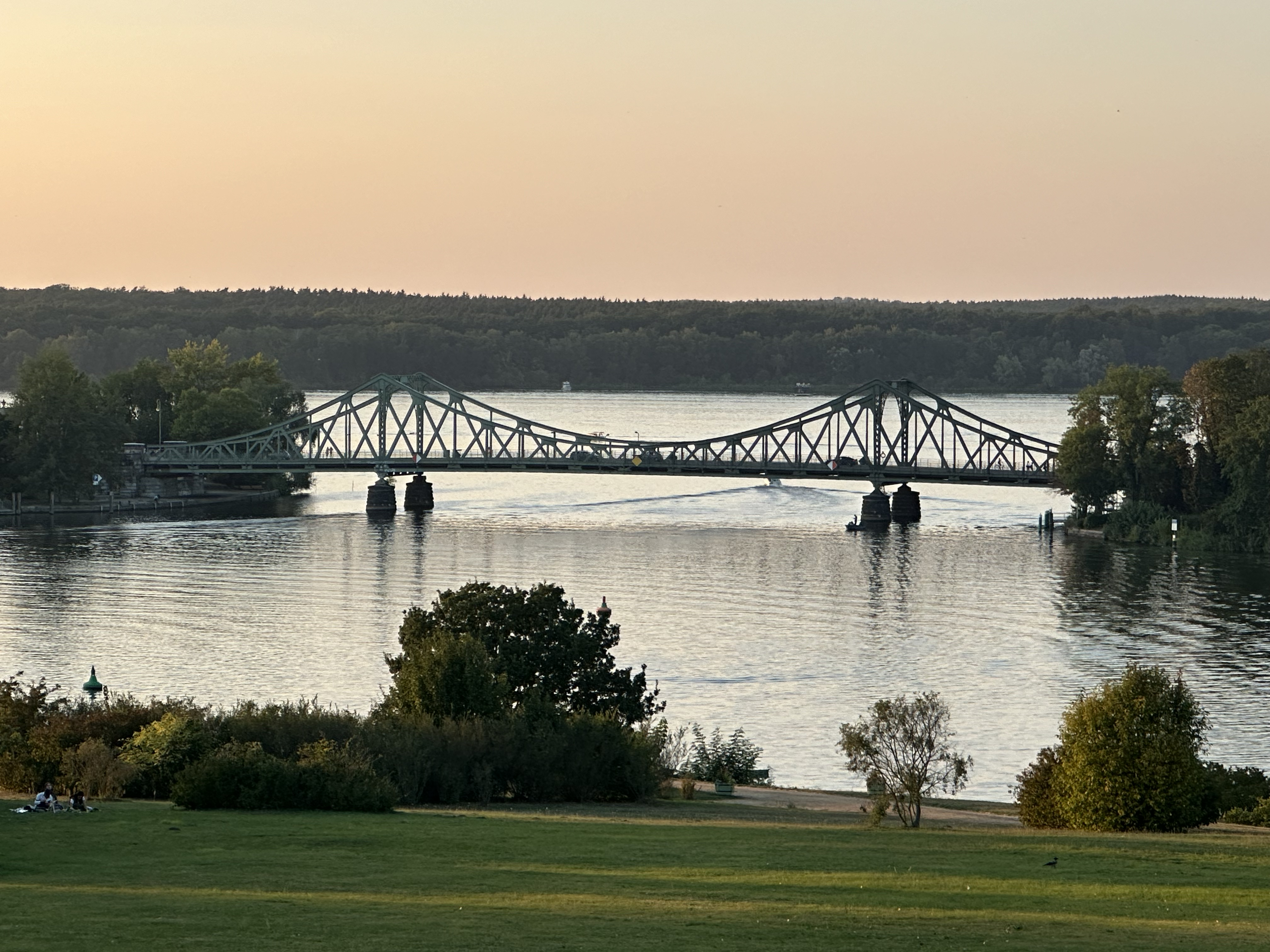
Vue sur le pont de Glienicke
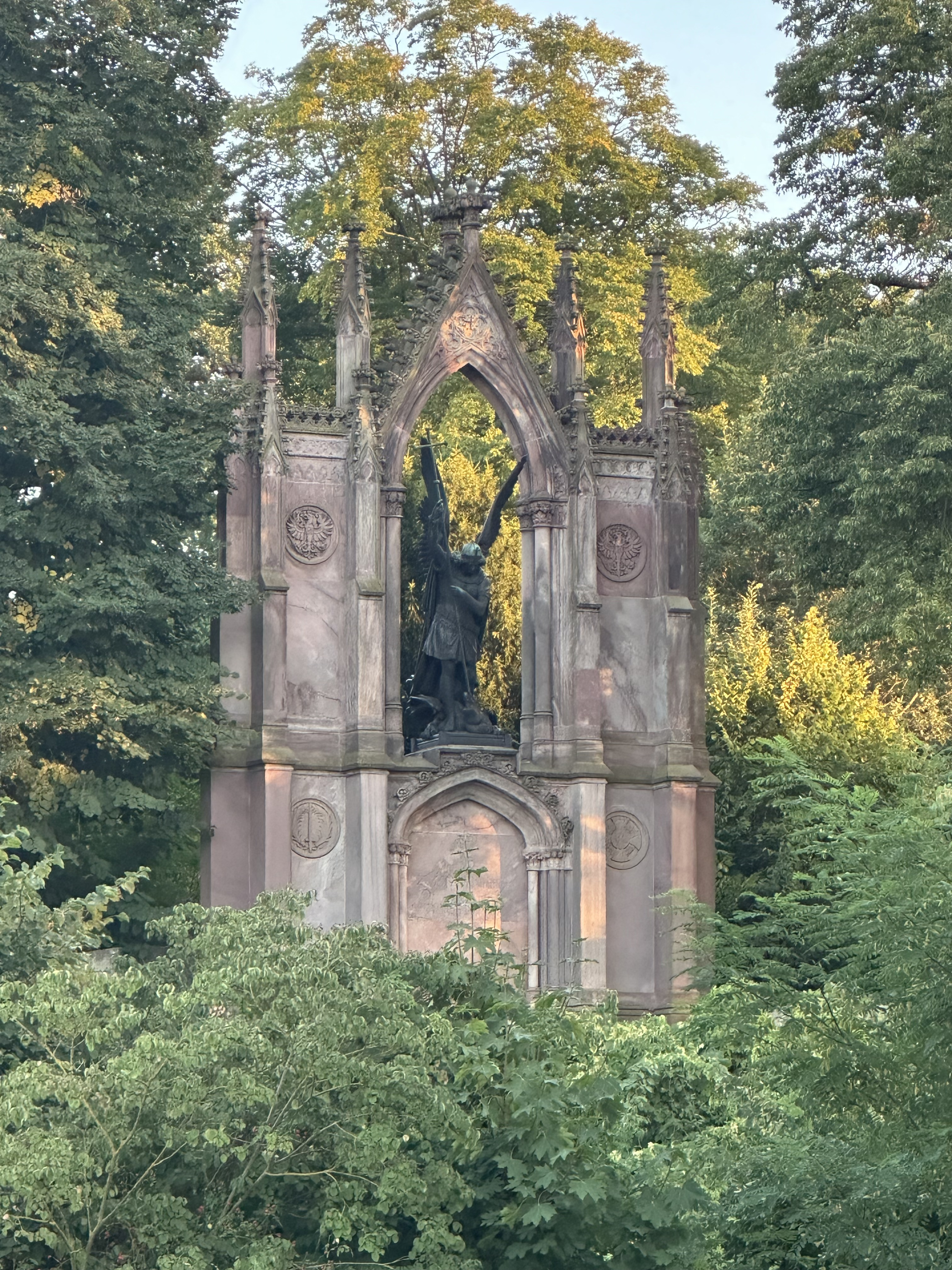
Monument dans le jardin arrière du château de Babelsberg

On commence par construire les plus petites parties du complexe. Les fenêtres sont assemblées avec des éléments néogothiques, qui laissent pénétrer beaucoup de lumière. Une annexe est construite en forme d'octogone pour servir d'abord de salle à manger avant d'être plus tard convertie en salon de thé. Les fenêtres en ogive, allant jusqu'au sol, qui s'enchaînent de manière continue, permettent d'avoir une magnifique vue sur le paysage. La première partie du château est inaugurée en octobre 1835.
Son frère le roi Frédéric-Guillaume IV, au pouvoir depuis 1840, n'ayant pas d'héritier, Guillaume est donc le successeur au trône. Le château semble être définitivement trop petit et pas assez représentatif pour tenir ce rôle. La construction du château tel qu'il avait été initialement conçu est donc à nouveau à l'ordre du jour. Toutefois Schinkel décède en 1841, en pleine planification des travaux.

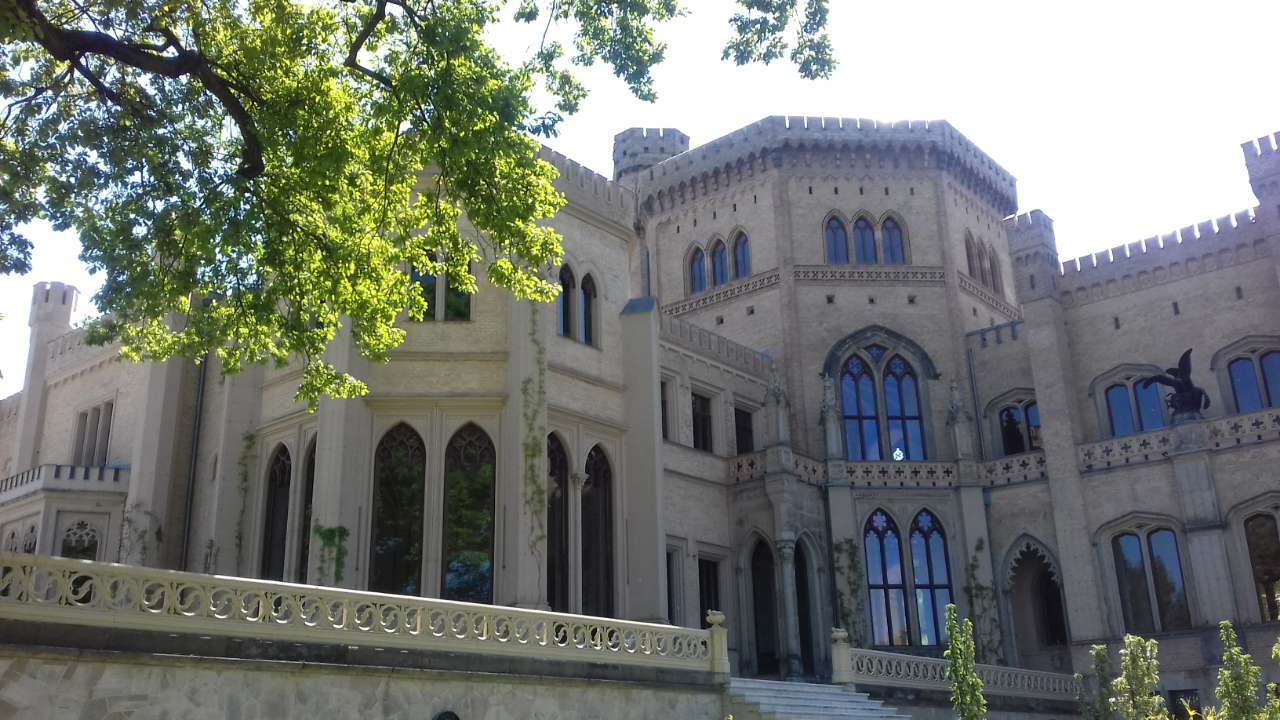
Château de Babelsberg.

Son successeur, Ludwig Persius, tente de conserver les plans de Schinkel, mais doit lui aussi faire face aux volontés d'ingérence d'Augusta. La liaison entre l'ancienne construction et son extension se fait grâce à une salle de danse s'élevant sur deux étages, dont la forme est octogonale comme celle du salon de thé. Une aile ouest doit accueillir les logements des enfants du couple princier ainsi qu'une salle à manger dans un hall. Mais alors que toutes les bases pour la construction sont établies, Persius meurt à son tour en 1845.
Johann Heinrich Strack, dont la vision des choses, contrairement à ses prédécesseurs, est plus en accord avec celle de la princesse, prend alors le relais. La façade est maintenant constituée de petites tours, de coins et de différentes formes de fenêtres. La seconde inauguration a lieu en octobre 1849.
Après la mort de Guillaume Ier en 1888, le château est délaissé de ses successeurs, ceux-ci préférant d'autres châteaux comme résidence. Le mobilier est perdu en 1945 dans les pillages. À partir de 1953, l'Académie des sciences politiques et juridiques de la RDA en utilise certaines pièces. Dans les années 1950, un amphithéâtre est construit derrière le château, il est aujourd'hui utilisé par l'université de Potsdam. En 1970, le château accueille un musée sur la préhistoire, puis après la chute de la RDA, il est transformé en 1992 en musée historique. En 2012, le château est fermé pour des travaux de rénovation. Sa réouverture est prévue pour 2015.